# Thomas Kuc
Thomas Kuc (n. 10 octombrie 2002, São Paulo, São Paulo, Brazilia) este un actor cunoscut pentru a juca ca Hudson în Jocurile Succesului (2015). Născut în Brazilia la 10 octombrie 2002. Thomas este un băiat de umor. Este multilingv, capabil să vorbească poloneză, mandarină, portugheză, spaniolă și engleză. El cântă alături de Benjamin Flores Jr. în Jocurile Succesului (2015). S-a născut în Brazilia și s-a mutat în California. Sora lui mai mare Alma este o gimnastă pentru echipa națională olimpică a Poloniei.              

### Filme
| An   | Titlu                               | Caracter | Notă    |
| ---- | ----------------------------------- | -------- | ------- |
| 2015 | Diabolicul                          | Danny    | Film    |
| 2015 | Nickelodeon's Ho Ho Holiday Special | Nigel    | Film TV |

### TV shows
| An            | Titlu              | Caracter | Notă               |
| ------------- | ------------------ | -------- | ------------------ |
| 2015- Present | Jocurile Sucesului | Hudson   | Caracter Principal |
| 2016          | Sucul lui JoJo     | Thomas   | Oaspete            |

## Legături externe
- Thomas Kuc la Internet Movie Database